# Anna Rybaczewski
Anna Rybaczewski (ur. 23 marca 1982 w Olsztynie) – urodzona w Polsce, siatkarka reprezentacji Francji. Gra na pozycji przyjmującej. Jest córką mistrza olimpijskiego z Montrealu z 1976 roku – Mirosława Rybaczewskiego. W sezonie 2013/2014 była zawodniczką Siódemki SK Bank Legionovii Legionowo. Po zakończeniu sezonu 2013/2014 postanowiła zakończyć karierę.

## Sukcesy klubowe
Puchar Francji:
- 2008, 2009
- 2005, 2010, 2012

Mistrzostwo Francji:
- 2008, 2009
- 2004, 2006, 2010, 2011, 2012
- 2002, 2005, 2013